# Damian Warner
Damian Warner (født 4. november 1989) er en canadisk atlet, der konkurrerer i tikamp. 
Han repræsenterede sit land ved sommer-OL 2012 i London, hvor han blev nummer 5 i tikamp.
Warner vandt guld i tikamp ved Commonwealth Games 2014 i Glasgow.
Ved sommer-OL 2020 i Tokyo tog Warner guld i tikamp med 9.018 point. Han blev den fjerde tikæmper nogensinde, der nåede 9.000 point, hvilket slog både de nationale og olympiske rekorder.